# Mikasa Ackermann
Mikasa Ackermann (jap. ミカサ・アッカーマン Mikasa Akkāman) – postać fikcyjna, protagonistka serii Atak Tytanów. Koncepcja postaci została stworzona przez Hajime Isayamę. Głosu w anime użyczyła jej Yui Ishikawa.

## Opis postaci
Mikasa urodziła się około 835 roku. Jest spokrewniona z Levi’em. W 844 roku jej dom został zaatakowany przez handlarzy ludźmi, którzy zabili jej rodziców. Wkrótce potem, ich dom odwiedził dr Grisha Jaeger z synem Erenem. Eren własnoręcznie zabił porywaczy i oswobodził Mikasę, która została następnie przysposobiona przez Jaegerów. Rok później jej nowe rodzinne miasto zostaje zaatakowane przez Opancerzonego i Kolosalnego Tytana, w wyniku czego inni tytani dostają się do środka. Po ucieczce z miasta, Mikasa wraz z Erenem i Arminem przebywają w obozie dla uchodźców, a w 847 roku dołączają do 104. Korpusu Treningowego. Po trzech latach treningu pod okiem Keitha Shadisa, Mikasa kończy szkolenie na pierwszym miejscu wśród swoich rówieśników. W czasie obrony Trostu, postanawia samodzielnie zaatakować tytanów, kiedy jej oddział traci wolę walki. Dzięki jej postawie, pozostali żołnierze byli w stanie kontynuować bitwę. Po walce, gdy Eren został postawiony przed sąd wojskowy, Mikasa jest zdeterminowana by ochronić go przed ewentualną egzekucją. Po odbiciu Trostu, Mikasa jest świadkiem na procesie Erena i przyznaje, ze początkowo Jaeger nie panował nad sobą, będąc w formie tytana. W trakcie wyprawy na tereny zewnętrzne, Mikasa wraz z Levi’em stara się odbić Erena, schwytanego przez Kobiecego Tytana. Przebywając w stolicy, wspólnie z Arminem przygotowuje zasadzkę na Annie Leonhart, podejrzewając ją o bycie Kobiecym Tytanem.

## Odbiór
W 2013 roku Mikasa Ackermann została uznana za drugą najlepszą postać żeńską w cyklu Anime Grand Prix miesięcznika Animage. W tej samej kategorii, magazyn Newtype sklasyfikował Ackermann na pierwszym miejscu. Według pierwszego rankingu popularności Bessatsu Shōnen Magazine, Mikasa została trzecią najpopularniejszą postacią mangi Atak Tytanów. W drugim zestawieniu uplasowała się na siódmym miejscu.